# Jake Thomas
Jake Thomas (Knoxville, Tennessee; 30 de enero de 1990) es un actor y cantante estadounidense. conocido por su papel en la serie de televisión Lizzie McGuire, en la cual él interpreta el papel de hermano menor de Lizzie, Matt. En 2002, Jake ganó el Young Artist Award por actor de apoyo en su actuación en la película A.I. Inteligencia artificial (2001). También participó en 11 capítulos de la serie de Disney Channel, Cory en la Casa Blanca (2007–08), como Jason Stickler.

## Biografía
Thomas nació en Knoxville, Tennessee, es hijo de Simms Thomas, una reportera de la televisión, actriz, y escritora, y de Bob Thomas, una personalidad de radio, actor, y escritor. Tiene un hermano, Chad, y una hermana, Brooke.
Thomas representó a Eric Miller, en el capítulo "Wannabe" de Sin Rastro y a un joven Hugh Hefner en la película para televisión: Unauthorized (Desautorizado). Hizo una aparición como invitado en "3rd Rock from the Sun" y en Cory En La Casablanca como Jason Stickler.
Thomas viaja entre Los Ángeles, California y Knoxville, Tennessee. Jake estudió en la secundaria de Priscilla Irving. Lanzó un CD, "Now and Then", que es comercializado por Big Stick Music.
El 22 de diciembre de 2013, se estrenó en YouTube la serie web "Storytellers" (creada por Joey Graceffa) donde interpreta al Finn Shah, un aspirante a cieneasta que se ve envuelto en historias de terror y suspenso.

## Filmografía
| Año       | Película                                                   | Rol                    | Notas                              |
| --------- | ---------------------------------------------------------- | ---------------------- | ---------------------------------- |
| 1999      | La Tercera Roca Desde El Sol                               | Kid                    | 1 episode, Y2dicK                  |
| 1999      | Tocados Por Un Ángel                                       | Thomas                 |                                    |
| 1999      | Hefner: Unauthorized (TV)                                  | Young Hef (Age 9)      | aka Hugh Hefner: The True Story    |
| 1999      | The Man Show                                               | Jake                   | Bad Old Days                       |
| 2000      | Si Hubiera Un Mañana                                       | Young Adam             |                                    |
| 2000      | La Celda                                                   | Young Carl Stargher    |                                    |
| 2001–2004 | Lizzie McGuire                                             | Matthew "Matt" McGuire | Sixty-five episodes, Main Role     |
| 2001      | A.I. Inteligencia artificial                               | Martin Swinton         |                                    |
| 2002      | Body & Soul                                                | Raymond White          | 1 episode, Shadow Boxing           |
| 2003      | Lizzie Superstar                                           | Matthew "Matt" McGuire |                                    |
| 2003      | Sixteen to Life (TV)                                       | Mike                   |                                    |
| 2003      | Christmas Vacation 2: Cousin Eddie's Island Adventure (TV) | Clark 'Third' Johnson  |                                    |
| 2003–2005 | Las Macabras Aventuras De Billy Y Mandy                    | Nigel Planter          | voice role                         |
| 2004      | Sin Rastro                                                 | Eric Miller            | 1 episode, Wannabe                 |
| 2004      | DinoCroc                                                   | Michael Banning        | Decapitated in film                |
| 2004      | Soccer Dog: European Cup                                   | Zach Connolly          |                                    |
| 2005      | Center of the Universe                                     | Waylon                 | 1 episode, The New Neighbours      |
| 2005      | Brave: The Search for Spirit Dancer (VG)                   | Brave                  | Video game, voice                  |
| 2006      | Trick or Treat                                             | Isaac Ackerman         |                                    |
| 2007–2008 | Cory in the house                                          | Jason Stickler         | 11 episodes                        |
| 2008      | Aces 'n Eights (TV)                                        | Noah                   |                                    |
| 2008      | ER                                                         | Nick                   | 1 episode, As the day she was born |
| 2008      | Caso Abierto (2008)                                        | Hugh Mastersen '78     | 1 episode, Roller girl             |
| 2009      | Mienteme                                                   | James Cole             | 1 episode, Pilot                   |
| 2009      | Eleventh Hour                                              | Brian Dahl             | 1 episode, Eternal                 |
| 2009      | House M.D.                                                 | Ryan                   | 1 episode, Unfaithful              |
| 2009      | Trust Me                                                   | Steve                  | 1 episode, Odd Man Out             |
| 2009      | CSI: Miami                                                 | Lucas Galinetti        | 1 episode, Chip/Tuck               |
| 2009      | The Rules of Engagement                                    | Toby                   | 1 episode. Twice                   |
| 2009      | Entre Fantasmas                                            | Andrew Carlin          | 1 episode, Endless Love            |
| 2010      | The Assignment                                             | Spencer                | Post-production                    |
| 2010      | Mentes Criminales                                          | Scott Kagan            | 1 episode, Middle Man              |
| 2011      | La Vida Secreta De Una Adolescente                         | Boy Dancing\|          | 1 episode: "And Circumstance"      |
| 2011      | Betrayed At 17                                             | Shane Ross             | Lead role                          |

## Discografía
| Información del disco                                 | Covertor   |
| ----------------------------------------------------- | ---------- |
| Now and Then - Fecha: 2006 - Empresa: Big Stick Music | SIN IMAGEN |